# Sōho Amano
Pour les articles homonymes, voir Amano.
Sōho Amano est un  joueur de shogi japonais de la fin de l'époque Edo né en novembre 1816 et mort le 13 mai 1859. Bien que n'ayant jamais reçu le grade de huitième dan, il est considéré comme un des meilleurs joueurs de shogi de l'histoire et un des pères du shogi moderne.

## Biographie
Sōho Amano est né le 13 novembre 1816 sous le nom de Ryujiro, deuxième fis d'Obata Koubei. Il a été adopté par la famille Amano. Dans sa cinquième année, en 1820, il devint élève de Ohashi Sokin (Ohashi Sokei VIII, 1804-1874), le onzième maître de la maison Ohashi, une des trois familles de maîtres shogi. En mars 1834, ayant atteint le grade de cinquième dan, il quitta Edo, partit pour le Kamigata et visita Kyoto. De 1835 à 1844, il s'installa à Kyoto dans la région du Kansai et se maria. Il étudia avec Ohashi Ryusetsu. En 1845, de retour à Edo, il changea son nom en Tomejiro. En 1846, il  obtint le grade de 7e dan. En 1852, il se rasa la tête et se fit appelé Sōho. Il fut autorisé à fonder sa propre maison (école) de shogi, mais ne faisant pas partie d'une des trois principales écoles de shogi, il n'obtint pas le grade de huitième dan. En 1855, il rompit ses relations avec son professeur Ohashi Sokei.
Selon Yoshiharu Habu, Amano fut le premier joueur de shogi à privilégier la vitesse sur la solidité (atsumi).